# Rate of change
In analisi tecnica, l'oscillatore rate of change, come l'indicatore di momentum, indica la forza del mercato misurando il tasso di variazione dei prezzi rispetto ai loro livelli effettivi. 

## La formula
Per costruire le linee del rate of change (ROC) a 10 giorni bisogna semplicemente eseguire la divisione tra il prezzo dell'ultima chiusura disponibile e il prezzo della chiusura di 10 sedute precedenti e moltiplicare il risultato ottenuto per 100. La formula è quindi la seguente:
{\displaystyle {\mbox{ROC}}=100*(V/V_{x})}
dove {\displaystyle V} è l'ultimo prezzo di chiusura e {\displaystyle V_{x}} è il prezzo di 10 giorni prima.
Per il rate of change valgono le medesime considerazioni relative all'indicatore momentum, dato che entrambi gli indicatori rappresentano graficamente lo stesso fenomeno e alla base della loro formula c'è lo stesso principio.

## Differenze rispetto al Momentum

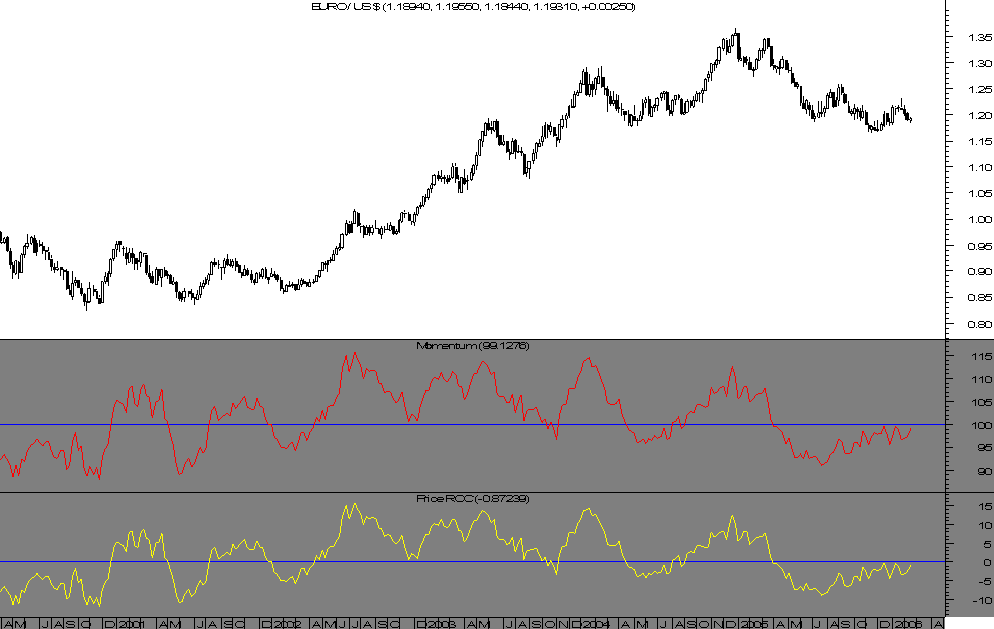
Grafico settimanale del cambio Euro/Dollaro con sotto l'oscillatore Momentum e il ROC a 21 periodi. È possibile notare come i due siano quasi perfettamente identici

L'unica differenza da segnalare, anche se veramente di poco conto, è la differente linea mediana; mentre per il momentum si aveva una linea centrale a 0, il ROC presenta come punto intermedio 100. Questo è facilmente comprensibile facendo un semplice esempio. Se al giorno 1 un'azione vale 100 euro e al giorno 10, ovvero 10 giorni dopo, il suo valore fosse rimasto invariato si otterrebbe che la frazione tra i due valori darebbe come risultato 1 che moltiplicato per cento ci porta 100 come valore intermedio; con questo si ricorda anche come, ogni qualvolta il ROC tocca il livello 100, ci si trova in una situazione di prezzi invariati rispetto a quelli di n giorni precedenti (n che è il periodo selezionato per l'oscillatore).
È giusto però segnalare come i programmi per la creazione di grafici a volte utilizzano variazioni delle formule classiche per il momentum e il ROC; nonostante questo le tecniche di costruzione possono variare, ma l'interpretazione resta la medesima.
Per fare un esempio semplicissimo e molto ricorrente possiamo riportare una formula leggermente differente che ha come unica conseguente variazione dell'oscillatore il valore intermedio che da 100 diviene 0.
{\displaystyle {\mbox{ROC}}=((V-V_{x})/V_{x})*100}
Facendo lo stesso esempio fatto sopra con {\displaystyle V} e {\displaystyle V_{x}} uguali otteniamo 100(V)-100(Vx)= 0 che diviso per 100 (Vx) dà ancora 0 e moltiplicato per 100 ci indica come valore intermedio 0, anziché il precedente 100. Ecco qui un semplice esempio di variazione formula pur mantenendo perfettamente inalterato il significato e il segnale generato dall'oscillatore.